# 皇家亚洲学会
皇家亚洲学会，全稱大不列颠及爱尔兰皇家亚洲学会（英語：Royal Asiatic Society of Great Britain and Ireland，簡稱：RAS），1824年8月11日成立，宗旨是“调查和研究与亚洲相关的科学、文学及自然产物的课题。” 自成立起该会就是一个通过讲演、自身杂志和其它出版物而形成的代表有关亚洲文化及社会的最高水平学术的论坛。它是英国亚洲研究领域的高级学会。成员包括在亚洲研究上有极高成就的著名的学者，他们被赋予使用名衔缩写FRAS（Fellows of the Royal Asiatic Society）的資格。

## 總會及分會
- 總會1824年在倫敦成立。
- 1838年在英屬印度加爾各答和馬德拉斯設分會。
- 1845年在英屬錫蘭設分會。
- 1847年在英屬香港設皇家亞洲學會中國支會（ China Branch of the Royal Asiatic Society）。1859年停運，百年後在1959年以皇家亞洲學會香港分會[1][2]之名復會至今。
- 1857年在大清上海公共租界成立皇家亞洲文會北中國支會（North China Branch of the Royal Asiatic Society），至1952年被上海市人民政府接收。2007年以RAS China in Shanghai之名復會，下設北京分會（Beijing Chapter）。[3][4]
- 1872年，在日本橫濱設分會。時僅明治維新五年之後。[5]
- 1878年在英屬馬來亞設分會。
- 1900年在大韓帝國漢城設分會。

## 历史
1823年，皇家亚洲学会成立于伦敦。第二年得到乔治四世颁发的皇家特许状
。（见《皇家亚洲学会成立特许状》）
皇家亚洲学会的性质与大英帝国在东方的存在密切相关，起初的大部分工作集中于印度次大陆，后来调查范围从印度逐渐扩展到整个亚洲，还包括伊斯兰教北非和埃塞俄比亚。

## 杂志
皇家亚洲学会杂志（JRAS）由剑桥大学出版社出版，每年四期，每期都有一些学术性的短文和几篇书评。皇家亚洲学会杂志的现任编辑是皇家哈洛威学院的Sarah Ansari博士。执行编辑是布卢瓦的Charlotte。此外该学会还在许多专题为此杂志定期出版历史原稿，和具有最高学术质量的研究报告。

## 主席
现任学会主席是安东尼·斯托克威尔教授，赞助人是英皇查尔斯三世。

## 历届主席

### 19世纪
- 1823–1841 Charles Williams-Wynn
- 1841–1842 George FitzClarence, 1st Earl of Munster（任上逝世）
- 1842–1843 William Vesey-FitzGerald, 2nd Baron FitzGerald and Vesey[6]（任上逝世）
- 1843–1849 第一代奥克兰伯爵乔治·伊登[7]
- 1849–1852 Francis Egerton, 1st Earl of Ellesmere
- 1852–1855 William Baring, 2nd Baron Ashburton
- 1855–1858 Horace Hayman Wilson
- 1858      威廉·亨利·赛克斯
- 1861–1864 Percy Smythe, 8th Viscount Strangford（首次担任）
- 1864–1867 Sir Thomas Edward Colebrooke（首次担任）
- 1867–1869 Percy Smythe, 8th Viscount Strangford（第二次担任）
- 1869–1871 亨利·C·罗林森（首次担任）
- 1872–1875 Sir Henry Bartle Edward Frere（首次担任）
- 1875–1878 Sir Thomas Edward Colebrooke[8]（第二次担任）
- 1878–1881 亨利·C·罗林森（第二次担任）
- 1881 Sir Thomas Edward Colebrooke[9]（第三次担任）
- 1882–1884 Sir Henry Bartle Edward Frere（第二次担任）
- 1884–1887 William Muir
- 1887–1890 威妥玛
- 1890–1893 Thomas George Baring

### 20世纪
- 1893–1921 Donald James Mackay, 11th Lord Reay
- 1939-1940 第一代威靈東侯爵費爾曼·費爾曼-托馬斯
- 1940-1943 Herbert Samuel, 1st Viscount Samuel
- 1943–1946 理查德·温斯泰德爵士（首次担任）
- 1946–1949 Roger Lumley, 11th Earl of Scarbrough
- 1949–1952 理查德·温斯泰德爵士（第二次担任）
- 1952–1955 Sir Ralph Lilley Turner
- 1955–1958 理查德·温斯泰德爵士（第三次担任）
- 1958–1961 Gerard L.M. Clauson
- 1961–1964 理查德·温斯泰德爵士[10]（第四次担任）
- 1990–1993 阿德里安·大卫·休·比瓦尔教授

### 21世纪
- 2018–2021 安东尼·斯托克威尔（英语：Anthony Stockwell）[11]

## 引用文獻
1. ↑  . 香港公共圖書館. 2014-03-30  [2019-09-22]. （原始内容存档于2019-09-22）.
2. ↑  .   [2019-09-22]. （原始内容存档于2019-08-18）.
3. ↑  
About Ras （页面存档备份，存于）, RAS in Shanghai.
4. ↑  
About us （页面存档备份，存于）, RAS Beijing.
5. ↑  History of The Asiatic Society of Japan （页面存档备份，存于）, The Asiatic Society of Japan.
6. ↑  . 1842.
7. ↑  . 1843: 23.
8. ↑  Colebrooke, Thomas Edward. . Journal of the Royal Asiatic Society of Great Britain and Ireland. 4 April 1877, 9 (2): I–LXIII. JSTOR 25581275.
9. ↑  . : 88.
10. ↑  . www.aim25.ac.uk.   [4 April 2018]. （原始内容存档于5 January 2017）.
11. ↑  . www.royalholloway.ac.uk.   [4 April 2018]. （原始内容存档于5 April 2018）.

## 书目
- 《皇家亚洲学会成立特许状》 皇家亚洲学会杂志. pp 25–27, 1957年。
- F.E. Pargiter (ed.) 皇家亚洲学会百年纪念，1823-1923.1923，伦敦。
- 皇家亚洲学会，1823年3月成立；Bylaws 1998.剑桥大学出版社 for皇家亚洲学会. 1998.
- Stuart Simmonds和Simon Digby (ed.) 皇家亚洲学会的历史和收藏，1979年，伦敦。